# К'ушах
К'ушах (д/н — 27 грудня 631) — ахав Саальського царства з бл. 615 до 631 року.

## Життєпис
Походив з 1-ї династія Наранхо. Син ахава Ах-Восаль-Чан-К'ініча. Про дату народження немає відомостей. Почав володарювати у другій половині 610-х років. Ім'я К'ушах могло бути скороченням довгої іменної фрази, яка починалася з іменника. Невдовзі після сходження на трон починається суперництво з царством К'анту стосовно місцевості під назвою «Пагорби Ко», яка контролювалося Саалєм. В цьому конфлікті сзерен К'ушаха — Канульське царство — стало на бік його ворогів.
У 626 році К'ушаха було атаковано військами К'анту. В день 9.9.13.4.4, 9 K'ан 2 Сек (26 травня 626 року) К'ушах зазнав поразки, а в 9.9.14.3.5, 12 Чікчан 18 Сіп (2 травня 627 року) К'ушах зазнав чергової поразки біля іншого біля поселення Цам. Проте К'ушах продовжував запеклу боротьбу. В день 9.9.17.11.14, 13 Іш 12 Сак (4 жовтня 630 року) К'ушах переміг канульські війська на чолі із ахавом Тахоом-Ук'аб'-К'ак'ом, який загинув у битві.
У день 9.9.18.16.3, 7 Акбаль 16 Муваан (27 грудня 631) К'ушах зазнав поразки від канульського війська, його столиця була захоплена, він сам загинув.